# Dercillida
Dercillida o Dercilida (in greco antico: Δερκυλλίδας?, Derkyllìdas; seconda metà V secolo a.C. – inizio IV secolo a.C.) è stato un militare spartano.

## Biografia
Dercillida fu inviato in Ellesponto nella primavera del 411 a.C. per incitare la regione alla rivolta da Atene e riuscì a nel suo intento con Abido e Lampsaco; l'ultima, però, fu quasi subito ripresa dagli Ateniesi sotto il comando di Strombichide. Nel 399 a.C. fu inviato a sostituire Tibrone nel comando dell'esercito che era impegnato nella protezione dei Greci d'Ionia dalla Persia. Al suo arrivo approfittò della gelosia tra Farnabazo e Tissaferne per dividere le loro forze, e dopo aver stipulato una tregua con quest'ultimo, procedette contro la satrapia dell'Eolide, quella di Farnabazo, verso cui nutriva un'antipatia personale, essendo stato una volta sottoposto ad una punizione militare attraverso i suoi mezzi, quando era armosta ad Abido sotto Lisandro.
Nell'Eolide conquistò nove città in otto giorni, insieme ai tesori di Mania, l'ultimo satrapo della provincia. Poiché non voleva costringere i suoi alleati a svernare nel Paese, concluse una tregua con Farnabazo e marciò in Bitinia, dove mantenne il suo esercito con saccheggi. Nella primavera del 398 a.C. lasciò la Bitinia e fu accolto a Lampsaco da alcuni funzionari spartani che gli prorogarono il comando per un altro anno e gli riferirono la soddisfazione da parte della patria per la disciplina delle sue truppe, diversamente da quello che avveniva con Tibrone.
Avendo sentito da questi Spartani che i Greci della Tracia del Chersoneso avevano mandato un'ambasciata a Sparta per chiedere aiuto contro i barbari delle regioni limitrofe, non disse nulla delle sue intenzioni, ma concluse una seconda tregua con Farnabazo e, attraversando il continente, fece costruire un muro per proteggere la penisola. Al ritorno assediò Atarneo, di cui alcuni esuli di Chio avevano preso possesso, e la conquistò dopo una strenua difesa. Fino ad allora non vi era stata alcuna ostilità tra Tissaferne e Dercillida, ma nell'anno seguente, il 397 a.C., dall'Ionia vennero a Sparta degli ambasciatori dicendo che con un attacco alla Caria, dove si trovavano delle proprietà del satrapo, questo sarebbe stato costretto a riconoscere la loro indipendenza e quindi gli efori inviarono Dercillida ad invaderla. Tissaferne e Farnabazo unirono le proprie forze, ma non avvenne alcun combattimento e venne stipulato un trattato, in cui Dercillida chiedeva l'indipendenza dei Greci asiatici ed i satrapi il ritiro delle truppe Lacedemoni. Venne stretta una tregua fino a quando le autorità spartane e il re persiano avrebbero deciso le requisizioni.
Nel 396 a.C., quando Agesilao giunse in Asia, Dercillida fu uno dei tre generali chiamati a correggere l'armistizio con Tissaferne. Dopodiché Dercillida tornò in patria. Nel 394 a.C. fu inviato a portare la notizia della battaglia di Corinto ad Agesilao, che incontrò ad Anfipoli, e su richiesta del quale procedette con gli accordi con le città greche in Asia che avevano fornito truppe agli Spartani. Senofonte dice che Dercillida compì volentieri questo viaggio per stare lontano dalla patria: come uomo celibe non era ben visto a Sparta, come sostiene Plutarco.

### Personalità
Gli storici hanno trasmesso un'idea di Dercillida caratterizzata da grossolanità e astuzia, qualità denotate rispettivamente nei suoi soprannomi di "Scita" e "Sisifo", anche se il primo può essere una scorretta trascrizione del secondo.